# Parafia wojskowa św. Stanisława Kostki w Grudziądzu
Parafia wojskowa pw. Świętego Stanisława Kostki w Grudziądzu znajduje się w dekanacie Inspektoratu Wsparcia Sił Zbrojnych Ordynariatu Polowego Wojska Polskiego. Jej proboszczem jest ks. ppłk Piotr Wszelaki, będący jednocześnie kapelanem garnizonu Grudziądz. Obsługiwana przez księży diecezjalnych. Erygowana 1 lipca 1993. Mieści się przy ulicy Bema (kancelaria), natomiast kościół przy ulicy Ratuszowej. Do 2012 roku należała do Pomorskiego Dekanatu Wojskowego.
Proboszczowie parafii:
- ks. kpt. Józef Tymczuk
- ks. mjr Ryszard Stępień
- ks. kpt. Szczepan Madoń
- ks. ppłk Piotr Gibasiewicz
- ks. ppłk Piotr Wszelaki